# Hincksella corrugata
Hincksella corrugata is een hydroïdpoliep uit de familie Syntheciidae. De poliep komt uit het geslacht Hincksella. Hincksella corrugata werd in 1958 voor het eerst wetenschappelijk beschreven door Millard. 